# Dreßweiler
Dreßweiler ist eine totale Ortswüstung im Harthäuser Wald beim zu Hardthausen am Kocher zählenden Ort Lampoldshausen im Landkreis Heilbronn.

## Geschichte
Der Ort wird erstmals 1350 in den Regesten von Lampoldshausen als Rechsweiler erwähnt, spätere Erwähnungen von 1473 und 1542 nennen ein Gut und Wiesen in Treßweyler, 1589 und 1596 ist anlässlich des Verkaufs von Waldflächen an die württembergische Herrschaft von Dreßweiler die Rede.
Eine Lokalisierung des Ortes ergibt sich aus der Gadnerschen Beschreibung des Neuenstadter Forstes von 1589, wo der Ort zwischen den Flurnamen Röße und Volckenbusch erwähnt wird. Die Röße, unweit einer Quelle gelegen, war früher ein Ort, an dem Flachs gewässert wurde. Beim Volckenbusch handelt es sich um ein Waldstück, das die Bauern Kunz Volk und Claus und Hans Vockh 1589/96 an Württemberg verkauften und das heute den Flurnamen Falkenbusch trägt. Der Ort Dreßweiler dürfte sich daher ungefähr einen Kilometer nördlich von Lampoldshausen als Rodungssiedlung bei der Quelle im Wald befunden haben. Über den Untergang der Siedlung ist nichts bekannt, ihre Rodungsfläche überwuchs wieder mit Wald. Wahrscheinlich kennzeichnet der neuzeitliche heutige Flurname Fichtenwald zwischen Falkenbusch und Röße den Ort der ehemaligen Siedlung.